# Keachi
Keachi és una població dels Estats Units a l'estat de Louisiana. Segons el cens del 2000 tenia 323 habitants.

## Demografia
Segons el cens del 2000, Keachi tenia 323 habitants, 135 habitatges, i 91 famílies. La densitat de població era de 24,8 habitants/km².
Dels 135 habitatges en un 31,1% hi vivien nens de menys de 18 anys, en un 56,3% hi vivien parelles casades, en un 8,1% dones solteres, i en un 31,9% no eren unitats familiars. En el 29,6% dels habitatges hi vivien persones soles el 14,8% de les quals corresponia a persones de 65 anys o més que vivien soles. El nombre mitjà de persones vivint en cada habitatge era de 2,39 i el nombre mitjà de persones que vivien en cada família era de 2,96.
Per edats la població es repartia de la següent manera: un 22,3% tenia menys de 18 anys, un 10,5% entre 18 i 24, un 23,5% entre 25 i 44, un 26,3% de 45 a 60 i un 17,3% 65 anys o més.
L'edat mediana era de 40 anys. Per cada 100 dones de 18 o més anys hi havia 93,1 homes.
La renda mediana per habitatge era de 31.071 $ i la renda mediana per família de 41.667 $. Els homes tenien una renda mediana de 25.625 $ mentre que les dones 20.625 $. La renda per capita de la població era de 16.225 $. Entorn del 17,9% de les famílies i el 23,4% de la població estaven per davall del llindar de pobresa.

## Poblacions més properes
El següent diagrama mostra les poblacions més properes.